# Gülistu Kadın
Gülistü Kadın o Gül-İstü Kadınefendi (Turkish pronunciation: [ɟylysˈty] ; en turco otomano: کلستو خانم‎  ; " rosa en el jardín " o " sobre rosa "; nacida la princesa Fatma Chachba ; 1830 - c. 1861), también llamada Gülüstü Kadın, Gülistü Hanım ο Gülüstü Hanım fue la consorte de origen abjasio del sultán Abdulmejid I y madre del sultán Mehmed VI, el último sultán del Imperio Otomano. No alcanzó a ser Valide porque falleció 58 años antes de que su hijo ascendiera al trono.

## Vida
Nacida como Fatma Chachba, Gülistü Kadin era miembro de la familia principesca de Abjasia, Shervashidze . Su padre fue el príncipe Tahir Bey Chachba. Era nieta de Kelesh Ahmed-Bey Shervashidze, jefe de Estado del Principado de Abjasia. Fue descrita como una mujer alta, linda pero no bella y amable, al llegar al harén imperial se le dio el nombre de Gül-İstü Münire.
Gülistü se casó con Abdulmejid en 1854 y recibió el título de "Cuarto Ikbal " y después de 6 años en 1860, a "Cuarto Kadın" (después de la muerte de Şayan Kadın, otra consorte del sultán) . El 26 de febrero de 1855 la pareja concibió a dos hijas gemelas, Zekiye y Fehime Sultan, lamentablemente fallecieron al año siguiente. El 30 de julio de 1856, dio a luz a su tercer hijo, una niña, Mediha Sultan . Cinco años después, el 14 de enero de 1861, dio a luz a su cuarto hijo, Şehzade Mehmed Vahideddin (futuro Mehmed VI ). Según algunos historiadores era la nuera favorita de la Valide Bezmiâlem Sultan.

## Muerte
Murió en 1861 de tuberculosis (posiblemente) a la edad de 29 a 30 años de edad, poco después del nacimiento de su último hijo, el cual se había quedado sin madre. Fue enterrada en su propio mausoleo ubicado en la Mezquita de Fatih, Fatih, Constantinopla, hoy en Estambul.
Después de su muerte, su hija Mediha Sultan quedó al cuidado de Verdicenan Kadın (Principal consorte del sultán), y su hijo Mehmed quedó al cuidado de Şayeste Hanım (Otra consorte del sultán).
Habiendo fallecido 58 años antes de que su hijo ascendiera al trono, nunca fue Valide Sultan.

## Descendencia
| Nombre               | Nacimiento            | Muerte                  | notas                                                            |
| -------------------- | --------------------- | ----------------------- | ---------------------------------------------------------------- |
| Zekiye Sultan        | 26 de febrero de 1855 | 19 de febrero de 1856   | Hermana gemela de Fehime, enterrada en la tumba de Gülistü Kadin |
| Fehime Sultan        | 26 de febrero de 1855 | 10 de noviembre de 1856 | Hermana gemela de Zekiye, enterrada en la tumba de Gülistü Kadin |
| Mediha Sultan        | 30 de julio de 1856   | 7 de noviembre de 1928  | Casado dos veces, y tuvo descendencia, un hijo.                  |
| Mehmed VI Vahideddin | 14 de enero de 1861   | 16 de mayo de 1926      | 36 ° y último sultán del Imperio Otomano                         |

## En literatura
- Gülistü es un personaje de la novela histórica de Hıfzı Topuz Abdülmecit: İmparatorluk Çökerken Sarayda 22 Yıl: Roman (2009).[17]